# Gleizendorf
Gleizendorf is een plaats in de Duitse gemeente Petersaurach, deelstaat Beieren.